# Sol giáng trưởng
Sol giáng trưởng là một cung thể trưởng dựa trên nốt Son giáng, bao gồm các nốt sau Sol giáng, La giáng, Si giáng, Si, Rê giáng, Mi giáng, Fa và Sol giáng. Bộ khóa của nó có 6 dấu giáng.
Cung thể tương đương (relative key) với nó là cung Mi giáng thứ và cung thể cùng bậc (parallel key) với nó là cung Fa thăng thứ. Nó trùng âm với cung Fa thăng trưởng.
Sol giáng trưởng ít khi được sử dụng trong dàn nhạc giao hưởng, nó thường được sử dụng khi chơi piano, như ở trong các khúc ngẫu hứng của Frédéric Chopin và Schubert.

## Các tác phẩm ở cung này
- Impromptu D.899 số 3 - Franz Schubert
- The Winner Takes It All - ABBA
- "Tailgunner" - Iron Maiden
- Good Vibrations – The Beach Boys
- Humoresques, Op. 101: số 7 – Antonín Dvořák
- Un Bel Dì Vendremo, bản aria trong vở opera Madame Butterfly của Puccini